# Pawel Mjaleschka
Pawel Mjaleschka (engl. Transkription Pavel Mialeshka; * 24. November 1992 in Slonim) ist ein Belarussischer Leichtathlet, der sich auf den Speerwurf spezialisiert hat.

## Sportliche Laufbahn
Pawel Mjaleschka tritt seit 2010 in Wettkämpfen im Speerwurf an. 2011 gewann er die Bronzemedaille bei den Belarussischen Meisterschaften und trat anschließend im Juli bei den U20-Wuropameisterschaften in Tallinn an. Nachdem er in der Qualifikation seine Bestweite auf 77,52 m steigerte, konnte er im Finale mit 76,59 m die Bronzemedaille gewinnen. Ende August übertraf er im finnischen Savonlinna die Marke von 78 Metern. 2013 trat er bei den U23-Europameisterschaften in Tampere an und konnte dort ebenfalls in das Finale einziehen. Darin erreichte er schließlich den zehnten Platz. Ende Juli siegte er erstmals bei den Belarussischen Meisterschaften. Im April 2014 übertraf Mjaleschka erstmals in einem Wettkampf die Marke von 80 Metern. Nach drei durchwachsenen Jahren, konnte er sich 2017 zurückmelden. Bei seinem zweiten Triumph bei den Belarussischen Meisterschaften warf er im Juli den Speer auf 82,21 m und qualifizierte sich damit auch für die Weltmeisterschaften in London. Ausgerechnet beim Saisonhöhepunkt zeigte er in der Qualifikation eine seiner schlechtesten Leistungen in dem Jahr und schied mit 75,33 m auf einem der hintersten Plätze aus. Eine Woche nach den Weltmeisterschaften konnte er dann seine Bestleistung im estnischen Pärnu auf 85,01 m steigern, die seither als seine persönliche Bestleistung zu Buche stehen. 2018 qualifizierte sich Mjaleschka für die Europameisterschaften in Berlin, blieb dort allerdings ebenfalls hinter seinen Vorleistungen aus der Saison zurück. 2019 wurde er zum dritten Mal Belarussischer Meister und trat zudem bei den Weltmeisterschaften in Doha an und schied nach der Qualifikation aus.
2021 warf Mjaleschka Anfang Juni in Prag den Speer auf eine neue Bestweite von 85,06 m und qualifizierte sich damit für die Olympischen Sommerspiele in Tokio. Dort erreichte er das Finale der zwölf Besten und landete mit einem Wurf auf 82,28 m auf dem zehnten Platz.

## Wichtige Wettbewerbe
| Jahr                | Veranstaltung             | Ort                 | Platz               | Disziplin           | Weite               |
| Startet für Belarus | Startet für Belarus       | Startet für Belarus | Startet für Belarus | Startet für Belarus | Startet für Belarus |
| ------------------- | ------------------------- | ------------------- | ------------------- | ------------------- | ------------------- |
| 2011                | U20-Wuropameisterschaften | Tallinn             | 3.                  | Speerwurf           | 76,59 m             |
| 2013                | U23-Europameisterschaften | Tampere             | 10.                 | Speerwurf           | 71,78 m             |
| 2017                | Weltmeisterschaften       | London              | 27.                 | Speerwurf           | 75,33 m             |
| 2018                | Europameisterschaften     | Berlin              | 23                  | Speerwurf           | 73,55 m             |
| 2019                | Weltmeisterschaften       | Doha                | 27.                 | Speerwurf           | 75,14 m             |
| 2021                | Olympische Sommerspiele   | Tokio               | 10.                 | Speerwurf           | 82,28 m             |

## Leistungsentwicklung
- 2010: 57,10 m
- 2011: 78,08 m
- 2014: 80,68 m
- 2015, 80,96 m
- 2017: 85,01 m
- 2021: 85,06 m